# 高品質エマルジョン燃料
高品質エマルジョン燃料（こうひんしつエマルジョンねんりょう）は、油水分離せず、二層化もしない2、3ヶ月貯蔵が可能な燃焼状態が良い良質なエマルジョン燃料のこと。

## 高品質エマルジョン燃料の要件
粘性が低いエマルジョン燃料
粘性が低いとノズルから燃料が垂れたり未燃焼のまま排ガスとともに排出されることがなく良好な燃焼をする。
油水分離しない燃料
油水分離しないエマルジョン燃料はW/O（油中水滴型エマルジョン）がしっかり出来ているのでエマルジョン燃料の燃焼プロセスが働き良好な燃焼をする。
一層化燃料
二層化したエマルジョン燃料は上層に油が多いエマルジョン、下の層に水が多いエマルジョンとなり下の層の燃料を燃焼させるときに燃焼むらや失火の心配がでる。二層化したエマルジョン燃料でも上層と下層で油と水の混合比率がほぼ同じであれば品質上問題とならないものもあるが、一般的には、二層化した燃料は攪拌しながら一層化して燃焼する必要がある。一方、一層化エマルジョン燃料は均等分散した良質の燃料で攪拌の必要が無く燃焼がよい。